# Aakkarnersuaq
Aakkarnersuaq (ifølge den gamle stavemåde Áukarnerssuaĸ) er en ubeboet ø i Upernavik-distriktet i Avannaata Kommunia, Grønland.

## Geografi
Aakkarnersuaq ligger i Tasiusaq-bugten i den nord-centrale del af Upernavik-skærgården ved bredden af Qaaneq- fjorden, det inderste område af Kangerlussuaq-fjorden. 
Vandvejene i Tasiusaq-bugten skiller Aakkarnersuaq fra øen Qoqaarissorsuaq i sydvest og fra Anarusuk i nordvest. 
Det højeste punkt er et ikke-navngivet bjerg med en højde på 450 m på den sydlige del af øen.
73°22′00″N 55°24′00″V / 73.3667°N 55.4°V